# 青木大
青木 大（あおき だい、1994年10月24日 - ）は、日本の柔道家。千葉県出身。階級は60kg級。身長172cm。血液型はO型。組み手は右組み。段位は四段。得意技は巴投げ、寝技。

## 経歴
柔道は6歳の時に始めた。市川第七中学3年の時に全国中学校柔道大会の60kg級に出場するが3回戦で敗れた。習志野高校に進学すると、2年の時に高校選手権で5位になった。3年の時にはインターハイに出場するも2回戦で敗れた。
2013年には日体大へ進学すると、2年の時に全日本ジュニアでは国士舘大学2年の林浩平に敗れて2位に終わった。学生体重別と講道館杯では3位となった。3年の時には選抜体重別の初戦で元世界チャンピオンである東海大学4年の髙藤直寿を内股で破る金星を挙げて3位になった。学生体重別では決勝で林を破って優勝を飾った。講道館杯では決勝で大学の5年先輩である山本浩史に隅返で敗れて2位にとどまった。グランドスラム・東京では準々決勝でロシアのベスラン・ムドラノフに大内刈で敗れるなどして5位にとどまった。4年の時には選抜体重別の初戦で昨年に続いて髙藤と対戦するが、横四方固で敗れた。グランプリ・ブダペストでは寝技を中心に決勝まで勝ち上がると、キルギスのオタール・ベスタエフとの対戦では指導1を先取されるも、崩上四方固で逆転勝ちしてIJFワールド柔道ツアー初優勝を飾った。学生体重別では5位に終わり2連覇はならなかった。
2017年からはパーク24の所属となった。実業個人選手権では優勝した。2018年の実業個人選手権では決勝で同僚の竪山将を技ありで破って2連覇を果たした。講道館杯では3位になった。グランプリ・ハーグでは準決勝まで得意の寝技でオール一本勝ちするも、決勝ではモンゴルのダシダワー・アマルトゥブシンにGS含めて9分過ぎに反則負けを喫して2位にとどまった。2019年の実業個人選手権では3連覇を果たした。講道館杯では決勝で大学の後輩である古賀玄暉を隅返で破って優勝した。グランドスラム・大阪では準決勝で同僚の髙藤に反則負けするなどして5位に終わった。2020年1月のグランプリ・テルアビブでは準決勝で韓国の金源鎮に腕挫手固（全柔連の発表は腕挫腋固）で敗れるも、3位決定戦で同じ韓国のイ・ハリムを腕挫十字固で破って3位になった。2022年4月の体重別では準決勝で旭化成の古賀に小内刈で敗れた。10月の講道館杯では3位だった。その後、帝京科学大学の職員になると、2023年の講道館杯で3位になった。

## 戦績
- 2006年 - 全国小学生学年別柔道大会 45kg級 5位
- 2012年 - 全国高校選手権 5位
- 2014年 - 全日本ジュニア 2位
- 2014年 - 学生体重別 3位
- 2014年 - 講道館杯 3位
- 2015年 - 体重別 3位
- 2015年 - 学生体重別 優勝
- 2015年 - 講道館杯 2位
- 2015年 - グランドスラム・東京 5位
- 2016年 - グランプリ・ブダペスト 優勝
- 2016年 - 学生体重別 5位
- 2016年 - 国体 成年男子の部 3位
- 2016年 - 講道館杯 3位
- 2017年 - 実業個人選手権 優勝
- 2018年 - アジアオープン・台北 2位
- 2018年 - 実業個人選手権 優勝
- 2018年 - 講道館杯 3位
- 2018年 - グランプリ・ハーグ 2位
- 2019年 - 実業個人選手権 優勝
- 2019年 - 講道館杯 優勝
- 2019年 - グランドスラム・大阪 5位
- 2020年 - グランプリ・テルアビブ 3位
- 2020年 - 講道館杯 5位
- 2021年 - 体重別 3位
- 2021年 - 実業個人選手権 2位
- 2022年 - 体重別 3位
- 2022年 - 講道館杯 3位
- 2023年 - 講道館杯 3位

（出典、JudoInside.com）